# Les Aventuriers du Far West
Les Aventuriers du Far West (Death Valley Days) est une série télévisée américaine en 452 épisodes de 25 minutes, créée par Ruth Woodman et diffusée entre le 6 mars 1952 et le 24 avril 1970 en syndication.
En France, la série a été diffusée à partir du 3 février 1979 sur TF1. Au Québec, elle fut diffusée sur Télé-Métropole (ancêtre de TVA) et certaines de ses stations affiliées dans les années 1960. Elle reste inédite dans les autres pays francophones.

## Synopsis
Cette série est une anthologie d'histoires mettant en scène des héros du Far West à la fin du XIXe siècle.

## Distribution
De nombreux acteurs ont participé à la distribution de cette série parmi lesquels : James Caan, DeForest Kelley, Ray Milland, John Payne, Ronald Reagan, Tom Skerritt, Robert Taylor, Mort Mills, Clint Eastwood…

## Épisodes

### Saison 1 (1952-1953)
1. Comment la Vallée de la Mort a obtenu son nom (How Death Valley Got Its Name)
2. Elle brûle vert (She Burns Green)
3. La Vallée de la Mort d'enfants (The Death Valley Kid)
4. titre français inconnu (The Lost Pegleg Mine)
5. titre français inconnu (The Little Bullfrog Nugget)
6. titre français inconnu (Self-Made Man)
7. Le Chivaree (The Chivaree)
8. La petite couturière de Bodie (The Little Dressmaker of Bodie)
9. Rêve de Robe de Cynthy (Cynthy's Dream Dress)
10. titre français inconnu (The Rival Hash House)
11. La Dame à la soie bleu de Parapluie[réf. nécessaire] (The Lady with the Blue Silk Umbrella)
12. titre français inconnu (Swamper Ike)
13. La cloche de San Gabriel (The Bell of San Gabriel)
14. titre français inconnu (Claim Jumpin' Jennie)
15. Les Bandits de Panamint (The Bandits of Panamint)
16. titre français inconnu (Sego Lilies)
17. titre français inconnu (Little Oscar's Millions)
18. titre français inconnu (Land of the Free)

### Saison 2 (1953-1954)
1. Le diamant de Babe (The Diamond Babe)
2. Little Washington (Little Washington)
3. Salomon dans toute sa gloire (Solomon in All His Glory)
4. Quel côté de la barrière ? (Which Side of the Fence ?)
5. titre français inconnu (Whirlwind Courtship)
6. Cher professeur (Dear Teacher)
7. Un sur cent (One in a Hundred)
8. Peu de Papeete[réf. nécessaire] (Little Papeete)
9. Lotta Crabtree (Lotta Crabtree)
10. titre français inconnu (Yaller)
11. titre français inconnu (Twelve Pound Nugget)
12. Le Trésor de Jimmy Dayton (Jimmy Dayton's Treasure)
13. Snowshoe Thompson (Snowshoe Thompson)
14. Mari Pro Tem (Husband Pro Tem)
15. titre français inconnu (The Kickapoo Run)
16. Sixième sens (Sixth Sense)
17. titre français inconnu (The Rainbow Chaser)
18. M. Godiva (Mr. Godiva)

### Saison 3 (1954-1955)
1. Le Portrait du Saint (The Saint's Portrait)
2. titre français inconnu (Eleven Thousand Miners Can't Be Wrong)
3. À mi-chemin Fille (Halfway Girl)
4. Black Bart (Black Bart)
5. La lumière sur la montagne (The Light on the Mountain)
6. Pour Big Charlie de Little Charlie (To Big Charlie from Little Charlie)
7. Sequoia (Sequoia)
8. Lola Montez (Lola Montez)
9. titre français inconnu (The Big Team Rolls)
10. titre français inconnu (Death and Taxes)
11. Riggs et Riggs (Riggs and Riggs)
12. titre français inconnu (Million Dollar Wedding)
13. titre français inconnu (Love 'Em and Leave 'Em)
14. Le Septième Jour (The Seventh Day)
15. Grindstone Le Mormon (The Mormon's Grindstone)
16. titre français inconnu (Death Valley Scotty)
17. titre français inconnu (The Crystal Gazer)
18. Je suis Joaquin (I Am Joaquin)

### Saison 4 (1955-1956)
1. Reno (Reno)
2. Le Valencia gâteau (The Valencia Cake)
3. titre français inconnu (A Killing in Diamonds)
4. titre français inconnu (The Homeliest Man in Nevada)
5. Miracle des mouettes (Miracle of the Sea Gulls)
6. Premier Piano de Wildcat (Wildcat's First Piano)
7. Premier Homme de glace de la Californie (California's First Ice Man)
8. titre français inconnu (The Hangman Waits)
9. Or est où vous trouvez Il (Gold Is Where You Find It)
10. L'homme qui parie sur rien (The Man Who'd Bet on Anything)
11. Le Baron de l'Arizona (The Baron of Arizona)
12. Plymouth Rock au Nevada (Nevada's Plymouth Rock)
13. titre français inconnu (The Hoodoo Mine)
14. M. Bigfoot (Mr. Bigfoot)
15. Échapper (Escape)
16. Deux Bits (Two Bits)
17. Anniversaire de Bill Bottle's (Bill Bottle's Birthday)
18. Le Sinbuster (The Sinbuster)
19. titre français inconnu (Pay Dirt)
20. La barbe la plus longue dans le Monde (The Longest Beard in the World)
21. Empereur Norton, 1er (Emperor Norton, 1st)

### Saison 5 (1956-1957)
1. La disposition de Faro projet de loi (Faro Bill's Layout)
2. Le drapeau baissier (The Bear Flag)
3. Du côté de Pat Garrett d'Elle (Pat Garrett's Side of It)
4. Le trésor caché de Cucamonga (The Hidden Treasure of Cucamonga)
5. Les caouannes (The Loggerheads)
6. La Rose de rhyolite (The Rose of Rhyolite)
7. La dernière lettre (The Last Letter)
8. Année de la Destinée (Year of Destiny)
9. Mercer Fille (Mercer Girl)
10. Paul Revere de la Californie (California's Paul Revere)
11. Le procès de Red Haskell (The Trial of Red Haskell)
12. Le Washington Elm (The Washington Elm)
13. Le rosier de Tombstone (The Rosebush of Tombstone)
14. La chance des Irlandais (The Luck of the Irish)
15. titre français inconnu (Lady Engineer)
16. Train des événements (Train of Events)
17. titre français inconnu (The Man Who Was Never Licked)

### Saison 6 (1957-1958)
1. titre français inconnu (California Gold Rush in Reverse)
2. Méharée (Camel Train)
3. Première institutrice de la Californie (California's First Schoolmarm)
4. Arsenic Ressorts (Arsenic Springs)
5. Cinquante ans un mystère (Fifty Years a Mystery)
6. Quinze pas à la renommée (Fifteen Paces to Fame)
7. Le Chien Calico (The Calico Dog)
8. Grossier (Rough and Ready)
9. titre français inconnu (The Last Bad Man)
10. le plus grand de tous les scouts (The Greatest Scout of All)
11. Empire de la Jeunesse (Empire of Youth)
12. Roue de la Fortune (Wheel of Fortune)
13. Homme en fuite (Man on the Run)
14. Naissance d'un Boom (Birth of a Boom)
15. Yankee Pirate (Yankee Pirate)
16. Dix au Texas (Ten in Texas)
17. Auto Intoxication (Auto Intoxication)
18. titre français inconnu (Two-Gun Nan)
19. titre français inconnu (Cockeyed Charlie Parkhurst)
20. La Grande Amulette (The Great Amulet)
21. titre français inconnu (titre original inconnu)
22. Le Mystère de Suicide Gulch (The Mystery of Suicide Gulch)
23. Le grand rendez-vous (The Big Rendezvous)
24. La fille qui marchait avec un Géant (The Girl Who Walked with a Giant)
25. Jerkline Jitters (Jerkline Jitters)
26. titre français inconnu (The Telescope Eye)

### Saison 7 (1958-1959)
1. Chef de la Maison (Head of the House)
2. La Captive (The Captive)
3. titre français inconnu (Ship of No Return)
4. Le déplacement hors de Minnie (The Moving Out of Minnie)
5. Le Rouge Chemise en flanelle (The Red Flannel Shirt)
6. Big Liz (Big Liz)
7. titre français inconnu (Thorn of the Rose)
8. titre français inconnu (The Jackass Mail)
9. Cargo périlleuse (Perilous Cargo)
10. Le joueur et la Dame (The Gambler and the Lady)
11. Quon Lee (Quon Lee)
12. Old Gabe (Old Gabe)
13. titre français inconnu (The Gunsmith)
14. titre français inconnu (A Piano Goes West)
15. titre français inconnu (A Bullet for the Captain)
16. Une ville est née (A Town Is Born)
17. Sailor sur un cheval (Sailor on a Horse)
18. titre français inconnu (Gold Lake)
19. Wheelbarrow Johnny (Wheelbarrow Johnny)
20. titre français inconnu (Stagecoach Spy)
21. Eruption au volcan (Eruption at Volcano)
22. Prix d'un passeport (Price of a Passport)
23. Pioneer Cirque (Pioneer Circus)
24. Les envahisseurs (The Invaders)
25. Le roi Blonde (The Blonde King)
26. Le journal qui est allé en prison (The Newspaper That Went to Jail)
27. Old Blue (Old Blue)
28. Refuge périlleuse (Perilous Refuge)
29. Le Parler Fil (The Talking Wire)
30. titre français inconnu (RX: Slow Death)
31. Un demi-pain (Half a Loaf)
32. Vallée de Danger (Valley of Danger)
33. Quarante étapes vers la gloire (Forty Steps to Glory)

### Hors Saison (1959)
1. Olvera (Olvera)

### Saison 8 (1959-1960)
1. Oubli (Oblivion)
2. Portes après que Morgan (Gates After Morgan)
3. Sam Kee et l'Oncle Sam (Sam Kee and Uncle Sam)
4. Le Grand-Duc (The Grand Duke)
5. titre français inconnu (Fair Exchange)
6. Le Scalpel et le pistolet (The Scalpel and the Gun)
7. Famille indienne (Indian Family)
8. titre français inconnu (Hang 'Em High)
9. Justice tribale (Tribal Justice)
10. Le Petit Trooper (The Little Trooper)
11. Dix pieds de Rien (Ten Feet of Nothing)
12. Dame de la presse (Lady of the Press)
13. titre français inconnu (The Reluctant Gun)
14. Gardien de son frère (His Brother's Keeper)
15. En raison du Diable (The Devil's Due)
16. L'argent à perdre (Money to Burn)
17. Chiens de la brume (Dogs of the Mist)
18. La robe de mariée (The Wedding Dress)
19. Ombres sur la fenêtre (Shadows on the Window)
20. La bataille de Mokelumne Hill (The Battle of Mokelumne Hill)
21. Les étrangers (The Strangers)
22. Adieu Cinq cents pesos (Goodbye Five Hundred Pesos)
23. Mariage Interdite (Forbidden Wedding)
24. Un seul homme Réservoir (One Man Tank)
25. L'homme sur la route (Man on the Road)
26. L'homme Tout le monde détestait (The Man Everyone Hated)
27. Le général qui désapprouvaient (The General Who Disapproved)
28. titre français inconnu (The Million Dollar Pants)
29. Pirates de San Francisco (Pirates of San Francisco)
30. Les droits de la femme (A Woman's Rights)
31. Aigle dans les rochers (Eagle in the Rocks)
32. Cap'n Pegleg (Cap'n Pegleg)
33. titre français inconnu (Emma Is Coming)
34. Sacrifice humain (Human Sacrifice)
35. Le mariage de Pete Kitchen's (Pete Kitchen's Wedding)
36. Mission aux Montagnes (Mission to the Mountains)
37. La Grande Lounsberry Scoop (The Great Lounsberry Scoop)
38. Quelque part dans les Vautours (Somewhere in the Vultures)

### Saison 9 (1960-1961)
1. Oxen Pamela (Pamela's Oxen)
2. Station de Splinter (Splinter Station)
3. Reine de la Haute-trieurs (Queen of the High-Graders)
4. Bar du Diable (Devil's Bar)
5. titre français inconnu (Learnin' at Dirty Devil)
6. Yankee confédéré (Yankee Confederate)
7. titre français inconnu (The Gentle Sword)
8. titre français inconnu (Extra Guns)
9. Le Guérisseur Blanc (The White Healer)
10. Le vent dans le dos (The Wind at Your Back)
11. 07/03/77 (3-7-77)
12. titre français inconnu (A Girl Named Virginia)
13. Ville de veuves (City of Widows)
14. titre français inconnu (The Young Gun)
15. La dame était un Médecin (The Lady Was an M.D.)
16. La guerre de Salt (The Salt War)
17. titre français inconnu (The Madstone)
18. Date limite à Austin (Deadline at Austin)
19. Sud de logements d'horreur (South of Horror Flats)
20. titre français inconnu (Gamble with Death)
21. Or blanc (White Gold)
22. titre français inconnu (Dead Men's Tale)
23. Qui est pour Divide ? (Who's for Divide ?)
24. Dangereuse traversée (Dangerous Crossing)
25. titre français inconnu (Death Ride)
26. Échappatoire (Loophole)
27. titre français inconnu (The Red Petticoat)
28. titre français inconnu (The Stolen City)
29. Un général sans cause (A General Without Cause)

### Saison 10 (1961-1962)
1. titre français inconnu (Queen of Spades)
2. titre français inconnu (The Hold-Up Proof Safe)
3. Lieutenant Bungle (Lieutenant Bungle)
4. Troisième passager (Third Passenger)
5. titre français inconnu (Trial by Fear)
6. Alias James Stuart (Alias James Stuart)
7. titre français inconnu (Storm Over Truckee)
8. titre français inconnu (Treasure of Elk Creek Canyon)
9. titre français inconnu (A Bullet for the D.A.)
10. La montre (The Watch)
11. titre français inconnu (Miracle at Boot Hill)
12. titre français inconnu (The Truth Teller)
13. Éponge de vinaigre (Sponge Full of Vinegar)
14. Expérience dans la peur (Experiment in Fear)
15. Miracle à Whiskey Gulch (Miracle at Whiskey Gulch)
16. Feud au Dôme Rocher (Feud at Dome Rock)
17. Justice à Jackson Creek (Justice at Jackson Creek)
18. Prédicateur avec un passé (Preacher with a Past)
19. Le souhait de mort d'Abel Duncan (Abel Duncan's Dying Wish)
20. titre français inconnu (A Matter of Honor)
21. titre français inconnu (The Breaking Point)
22. titre français inconnu (Girl with a Gun)
23. Petite gare (Way Station)
24. L'homme inébranlable (The Unshakable Man)
25. titre français inconnu (Showdown at Kamaaina Flats)
26. La Tules (The Tules)

### Saison 11 (1962-1963)
1. titre français inconnu (Hangtown Fry)
2. 275 000 $ sac de farine (The 275,000 $ Sack of Flour)
3. Suzie (Suzie)
4. Fort Bowie : Urgent (Fort Bowie: Urgent)
5. Le chapeau qui a remporté l'Ouest (The Hat That Won the West)
6. titre français inconnu (The Last Shot)
7. À marcher avec grandeur (To Walk with Greatness)
8. titre français inconnu (Grass Man)
9. L'ami de Davy (Davy's Friend)
10. Lignée (Bloodline)
11. Les millésimes (The Vintage Years)
12. La Monnaie privée de Clark, Gruber et Société (The Private Mint of Clark, Gruber and Company)
13. Perte de la foi (Loss of Faith)
14. Pioneer Docteur (Pioneer Doctor)
15. titre français inconnu (Stubborn Mule Hill)
16. Un pistolet est pas un gentleman (A Gun Is Not a Gentleman)
17. Le Lion de l'Idaho (The Lion of Idaho)
18. La dette (The Debt)
19. Le train et Lucy Tutaine (The Train and Lucy Tutaine)
20. Grotte de la Mort (Grotto of Death)
21. Jim Brady diamant (Diamond Jim Brady)
22. titre français inconnu (Phantom Procession)
23. Avec honnêteté et intégrité (With Honesty and Integrity)
24. titre français inconnu (Coffin for a Coward)
25. Ombre de la violence (Shadow of Violence)
26. titre français inconnu (The Melancholy Gun)

### Saison 12 (1963-1964)
1. titre français inconnu (Thar She Blows)
2. Mesure d'un homme (Measure of a Man)
3. Un royaume pour un cheval (A Kingdom for a Horse)
4. Jack Diamond Fields (Diamond Field Jack)
5. Décision mortelle (Deadly Decision)
6. L'homme qui est mort deux fois (The Man Who Died Twice)
7. titre français inconnu (The Holy Terror)
8. Le Pacificateur (The Peacemaker)
9. titre français inconnu (Three Minutes to Eternity)
10. titre français inconnu (The Red Ghost of Eagle Creek)
11. Charge de Graydon (Graydon's Charge)
12. Peu Cayuse (Little Cayuse)
13. Le courtisan des Perilous Pauline (The Wooing of Perilous Pauline)
14. Soixante-sept milles de l'or (Sixty-Seven Miles of Gold)
15. La dynastie papier (The Paper Dynasty)
16. titre français inconnu (The Westside of Heaven)
17. titre français inconnu (Hastings Cut-off)
18. Droit de la tente ronde (Law of the Round Tent)
19. Plus ils sont gros (The Bigger They Are)
20. titre français inconnu (The Last Stagecoach Robbery)
21. Un livre de grammaire espagnole (A Book of Spanish Grammar)
22. Essai à Belle's Springs (Trial at Belle's Springs)
23. Après l'OK Corral (After the OK Corral)
24. Le calme et la fureur (The Quiet and the Fury)
25. Voir l'éléphant et entendre le Hibou (See the Elephant and Hear the Owl)
26. Les rues de El Paso (The Streets of El Paso)

### Saison 13 (1964-1965)
1. Honorer le Nom Dennis Driscoll (Honor the Name Dennis Driscoll)
2. La vache de Lucky (The Lucky Cow)
3. titre français inconnu (Big John and the Rainmaker)
4. De la Terre, un Patrimoine (From the Earth, a Heritage)
5. titre français inconnu (The Other White Man)
6. Le héros de Fort Halleck (The Hero of Fort Halleck)
7. La main gauche est damnée (The Left Hand Is Damned)
8. Il avait un autre frère Dalton (There Was Another Dalton Brother)
9. Hommage au Chien (Tribute to the Dog)
10. titre français inconnu (The 25 000 $ Wager)
11. Un marché est pour le maintien (A Bargain Is for Keeping)
12. Peter Hunter (Peter the Hunter)
13. Entièrement payé (Paid in Full)
14. titre français inconnu (A Bell for Volcano)
15. titre français inconnu (The Trouble with Taxes)
16. La course à Cherry Creek (The Race at Cherry Creek)
17. titre français inconnu (Death in the Desert)
18. titre français inconnu (Raid on the San Francisco Mint)
19. Magie Médaillon (Magic Locket)
20. La bataille de la baie de San Francisco (The Battle of San Francisco Bay)
21. titre français inconnu (The Wild West's Biggest Train Holdup)
22. titre français inconnu (No Gun Behind His Badge)
23. titre français inconnu (Fighting Sky Pilot)
24. Le voyage (The Journey)
25. Kate Melville et la loi (Kate Melville and the Law)
26. Droit de naissance (Birthright)

### Saison 14 (1965-1966)
1. titre français inconnu (Temporary Warden)
2. titre français inconnu (Captain Dick Mine)
3. titre français inconnu (The Lawless Have Laws)
4. La Grande Guerre Turquie (The Great Turkey War)
5. titre français inconnu (The Rider)
6. Les arbres de voyage (Traveling Trees)
7. Pas de place pour une dame (No Place for a Lady)
8. titre français inconnu (A City Is Born)
9. Le livre (The Book)
10. titre français inconnu (Mrs. Romney and the Outlaws)
11. Marins d'eau à sec (Dry Water Sailors)
12. Porte du Diable (Devil's Gate)
13. titre français inconnu (The Red Shawl)
14. Une image d'une dame (A Picture of a Lady)
15. Canary Harris contre le Tout-Puissant (Canary Harris vs. the Almighty)
16. titre français inconnu (The Fastest Nun in the West)
17. La lutte San Francisco n'a jamais oublié (The Fight San Francisco Never Forgot)
18. titre français inconnu (The Courtship of Carrie Huntington)
19. titre français inconnu (Water Bringer)
20. titre français inconnu (Crullers at Sundown !)
21. Hugh Glass rencontre l'ours (Hugh Glass Meets the Bear)
22. titre français inconnu (The Firebrand)
23. titre français inconnu (The Hat That Huldah Wore)
24. titre français inconnu (The Four Dollar Law Suit)
25. titre français inconnu (An Organ for Brother Brigham)
26. Dame des Plaines (Lady of the Plains)

### Saison 15 (1966-1967)
1. titre français inconnu (The Day All Marriages Were Cancelled)
2. titre français inconnu (Solid Gold Cavity)
3. La Résurrection de Deadwood Dick (The Resurrection of Deadwood Dick)
4. Brute Ange (Brute Angel)
5. titre français inconnu (A Sense of Justice)
6. titre français inconnu (The Lady and the Sourdough)
7. Le Kid de cuisine de l'enfer (The Kid from Hell's Kitchen)
8. titre français inconnu (Samaritans, Mountain Style)
9. titre français inconnu (One Fast Injun)
10. Le Jolly Roger et Wells Fargo (The Jolly Roger and Wells Fargo)
11. Le héros de Apache Pass (The Hero of Apache Pass)
12. titre français inconnu (The Gypsy)
13. Une Calamity appelée Jane (A Calamity Called Jane)
14. Les lingots d'or de Doc Holliday (Doc Holliday's Gold Bars)
15. titre français inconnu (Silver Tombstone)
16. L'homme qui ne voulait pas d'or
17. titre français inconnu (Halo for a Badman)
18. titre français inconnu (A Wrangler's Last Ride)
19. L'homme qui ne voulait pas mourir (The Man Who Wouldn't Die)
20. La Saga du Dr Davis (The Saga of Dr. Davis)
21. Major Horace Bell (Major Horace Bell)
22. Le jour où ils ont volé la Salamandre (The Day They Stole the Salamander)
23. titre français inconnu (Siege at Amelia's Kitchen)
24. Fondation solide (Solid Foundation)
25. titre français inconnu (Along Came Mariana)
26. titre français inconnu (A Man Called Abraham)

### Saison 16 (1967-1968)
1. titre français inconnu (Shanghai Kelly's Birthday Party)
2. Chicken Bill (Chicken Bill)
3. Laissez mon peuple partir (Let My People Go)
4. titre français inconnu (The Lone Grave)
5. titre français inconnu (The Girl Who Walked the West)
6. titre français inconnu (The Informer Who Cried)
7. Spring Rendez-vous (Spring Rendezvous)
8. Brebis Perdue à Trinidad (Lost Sheep in Trinidad)
9. La Saga de Sadie Orchard (The Saga of Sadie Orchard)
10. La fille Indiana (The Indiana Girl)
11. titre français inconnu (Prince of the Oyster Pirates)
12. L'ami (The Friend)
13. titre français inconnu (The Great Diamond Mines)
14. titre français inconnu (Count Me In, Count Me Out)
15. Robe pour une fille Désert (Dress for a Desert Girl)
16. titre français inconnu (Britta Goes Home)
17. titre français inconnu (Bread on the Desert)
18. Le vert est la couleur de l' or (Green Is the Color of Gold)
19. Hors de la Vallée de la Mort (Out of the Valley of Death)
20. La mine d' or sur Main Street (The Gold Mine on Main Street)
21. titre français inconnu (A Friend Indeed)
22. Thirty-Caliber Town (The Thirty-Caliber Town)
23. L'autre côté de la montagne (The Other Side of the Mountain)
24. Selon les règles (By the Book)
25. Les pièces du puzzle (The Pieces of the Puzzle)
26. titre français inconnu (Tall Heart, Short Temper)

### Saison 17 (1968-1969)
1. Le Secret du Prince Noir (The Secret of the Black Prince)
2. titre français inconnu (The Leprechaun of Last Chance Gulch)
3. Ton de Tin (Ton of Tin)
4. La Poule Sage (The Sage Hen)
5. titre français inconnu (The Other Cheek)
6. titre français inconnu (A Mule... Like the Army's Mule)
7. L'héritage de Lottie (Lottie's Legacy)
8. Dame avec un passé (Lady with a Past)
9. titre français inconnu (A Short Cut Through Tombstone)
10. Jusqu'à la cheminée (Up the Chimney)
11. titre français inconnu (The World's Greatest Swimming Horse)
12. titre français inconnu (Ten Day Millionaires)
13. titre français inconnu (A Restless Man)
14. Un cadeau (A Gift)
15. Gloire de Salomon (Solomon's Glory)
16. La compréhension (The Understanding)
17. Longue Nuit à Fort Lonely (Long Night at Fort Lonely)
18. titre français inconnu (Here Stands Bailey)
19. titre français inconnu (Angel of Tombstone)
20. titre français inconnu (A Full House)
21. titre français inconnu (How to Beat a Badman)
22. Une clé pour le Fort (A Key for the Fort)
23. Abandonner (Drop Out)
24. La loi Le plus ancien (The Oldest Law)
25. Lucia Darling et l'autruche (Lucia Darling and the Ostrich)
26. Bonanza Jimmy Dayton (Jimmy Dayton's Bonanza)

### Saison 18 (1969-1970)
1. titre français inconnu (The Taming of Trudy Bell)
2. titre français inconnu (Tracy's Triumph)
3. titre français inconnu (Old Stape)
4. titre français inconnu (The Tenderfoot)
5. Biscuits et Billy the Kid (Biscuits and Billy, the Kid)
6. Fils du Tonnerre (Son of Thunder)
7. titre français inconnu (The Lady Doctor)
8. titre français inconnu (The Great Pinto Bean Gold Hunt)
9. Le visiteur (The Visitor)
10. Le roi de la route Uvalde (The King of the Uvalde Road)
11. titre français inconnu (The Mezcla Man)
12. Pioneer Pluck (Pioneer Pluck)
13. Simple question de justice (Simple Question of Justice)
14. Le Magicien d'Aberdeen (The Wizard of Aberdeen)
15. Le Dragon de Gold Hill (The Dragon of Gold Hill)
16. Le bureau de poste plus grande petite dans le Monde[réf. nécessaire] (The Biggest Little Post Office in the World)
17. A Saint des voyageurs[réf. nécessaire] (A Saint of Travelers)
18. titre français inconnu (Talk to Me, Charley)
19. titre français inconnu (Amos and the Black Bull)
20. L'homme qui plantait l'or en Californie (The Man Who Planted Gold in California)
21. titre français inconnu (The Solid Gold Pie)
22. Un cadeau du Père Tapis (A Gift from Father Tapis)
23. titre français inconnu (Clum's Constabulary)
24. Le contrat (The Contract)
25. Le duc de Tombstone (The Duke of Tombstone)
26. titre français inconnu (Early Candle Lighten)